# Маррей, Даррен (североирландский футболист)
Даррен Маррей (англ. Darren Murray; род. 24 октября 1991, Белфаст) — североирландский футбольный нападающий. Ныне игрок клуба «Крамлин Стар».

## Карьера

### Ранние годы
В детстве Даррен занимался футболом в структуре «Клифтонвилла», с тех пор он является его болельщиком. В юношеском футболе отыграл два сезона за рабочую команду из Ардойна (района на севере Белфаста), где его партнёром был Джо Гормли, также ставший профессиональным футболистом.
C раннего подросткового возраста страдает от алкогольной зависимости, с 16—17 лет — от наркотической зависимости.
Выступления во взрослом футболе начинал в «Ньюингтоне», в составе которого провёл два сезона в Северной любительской футбольной лиге и оба раза становился победителем турнира. Летом 2010 года он находился на просмотре в клубе английской Лиги Один «Суиндон Таун».
С сезона 2010/11 выступает в североирландской Премьер-лиге. Первым профессиональным клубом Даррена стал «Ньюри Сити», хотя в межсезонье он также провёл одну тестовую игру против «Нокбреды», находясь на просмотре в «Клифтонвилле». За год в составе «Ньюри» Маррей приспособился к игре на новом для себя уровне, поначалу часто травмируясь из-за возросших физических требований. Забив 5 голов в 31 матче лиги, он перешёл из покинувшего элиту «Ньюри» в избежавший подобной участи в стыковых матчах «Донегал Селтик». Во втором своём сезоне в Премьер-лиге Даррен чувствовал себя уже более подготовленным и отметился 12 забитыми мячами в 33 встречах. Всего за эти два года он шесть раз поразил ворота «Портадауна», что, по его мнению, побудило тренера «Портс» Ронии Макфолла обратить на него внимание.

### «Портадаун»
С сезона 2012/13 Маррей выступает за «Портадаун». По итогам чемпионата 2012/13 он стал лучшим бомбардиром команды с 18 голами, а в свой клуб его хотели пригласить «Линфилд», «Баллимена Юнайтед» и «Гленторан», но он предпочёл отработать свой двухлетний контракт до конца и заявил руководству «Портадауна», что готов его продлить, если будет предложено. По итогам октября 2013 года он был признан лучшим игроком лиги по версии журналистов, забив в играх чемпионата восемь голов, в том числе, оформив два хет-трика. C 23 голами он вновь стал лучшим бомбардиром в команде, а также вторым в чемпионате.
21 июня 2014 года Маррей заключил новое соглашение с «Портадауном», рассчитанное на два года.
23 января 2015 года в выездном матче чемпионата против «Крузейдерс», проигранном со счётом 0:6, Даррен был удалён за удар головой игрока соперников Джошуа Робинсона. В итоге, за этот поступок Маррея дисквалифицировали на шесть матчей.
4 апреля 2015 года в гостевой встрече с «Клифтонвиллом» с пятой минуты и до конца матча играл в качестве вратаря после того, как за фол последней надежды был удалён второй вратарь команды Билли Бреннан (основной вратарь Дэвид Мискелли пропускал матч из-за травмы, в запасе третьего вратаря не оказалось), пропустил четыре мяча, два из них — с пенальти.
23 июня 2015 года футболист по электронной почте попросил у «Портадауна» о трансфере в профессиональный клуб, но его просьба была отклонена. Интерес к игроку проявляли «Клифтонвилл» и «Дерри Сити».
8 августа в дебютном матче сезона 2015/16 против «Крузейдерс» отметился дублем и удалением за две жёлтых карточки.

### «Клифтонвилл»
6 января 2016 года Маррей вновь попросил руководство «Портадауна» выставить его на трансфер, так как он не чувствовал себя счастливым в клубе и хотел перейти в профессиональный клуб, его просьба была удовлетворена. 15 января состоялся переход форварда в «Клифтонвилл», где к тому моменту уже выступал его двоюродный брат Мартин Доннелли. Также предложения о покупке игрока поступили от «Дерри Сити» и «Гленторана», но в итоге сделка была заключена с «Клифтонвиллом»; среди деталей перехода запрет на участие Даррена в ближайшем матче против «Портадауна» 30 января и бонусы в случае дальнейшей продажи игрока или попадания клуба в Еврокубки, плата за переход была разделена на два платежа: один моментальный и один в июле 2016 года. Первый матч за новую команду Маррей провёл 16 января против «Гленавона», а 23 января, в первом домашнем матче за клуб, открыл счёт голам, поразив ворота «Баллинамаллард Юнайтед».
21 сентября было объявлено о том, что игрок и клуб пришли к решению прекратить сотрудничество. В своём твиттере Маррей, комментируя расторжение контракта, сообщил, что не был в состоянии играть в команде ту роль, которую хотел бы, а травмы и нехватка игрового времени подтолкнули его к решению покинуть клуб, которому он желает всего наилучшего.

### «Крамлин Стар»
Чтобы поддерживать форму, оказавшись без контракта, в декабре 2016 года Маррей начал выступать в любительской лиге команду «Крамлин Стар» из Ардойна, забив в первых пяти матчах 12 голов. 4 февраля 2017 года стало известно о том, что  Маррей заключил предварительное соглашение с клубом «Уорренпойнт Таун», за который, как ожидается, он будет выступать с сезона 2017/18; к тому моменту «Пойнт» планирует вернуться в Премьершип. Главный тренер команды Мэттью Типтон назвал приобретение Маррея «самым большим в истории клуба».

### Возвращение в «Ньюингтон»
Перед сезоном 2024/25, после двух лет в любительском футболе, Маррей вернулся в «Ньюингтон», и в интервью Belfast Live заявил, что алкоголь и наркотики разрушили его жизнь и карьеру, он достиг «дна» и понял, что нужно меняться, поэтому решил побороть зависимости и уже 118 дней воздерживается от этих вредных привычек, а также начал ходить в спортзал.

## Достижения

### Командные
Как игрока «Ньюингтона»:
- Северная любительская лига:
  - Чемпион: 2008/09, 2009/10

Как игрока «Портадауна»:
- Кубок Северной Ирландии:
  - Финалист: 2014/15

### Личные
Как игрока «Портадауна»:
- Чемпионат Северной Ирландии:
  - Игрок месяца по версии футбольных журналистов Северной Ирландии: октябрь 2013